# Kabbalagerepura, Krishnarajpet
Kabbalagerepura là một làng thuộc tehsil Krishnarajpet, huyện Mandya, bang Karnataka, Ấn Độ.